# Shuikou, Yunyang
Shuikou (kinesiska: 水口) är en köping i sydvästra Kina. Den ligger i Yunyang härad i storstadsområdet Chongqing, omkring 260 kilometer nordost om det centrala stadsdistriktet Yuzhong. Antalet invånare är 9 914. Befolkningen består av 4 877 kvinnor och 5 037 män. Barn under 15 år utgör 22,0 %, vuxna 15-64 år 63 %, och äldre över 65 år 14,0 %.